# Constantin Stanciu
Constantin Stanciu, född 24 september 1907, död 27 mars 1986, var en rumänsk fotbollsspelare.

## Klubbkarriär
Stanciu började sin karriär i Venus Bucureşti i hemstaden Bukarest. Där spelade han i tolv år, förutom en säsong i Fulgerul CFR Chișinău, och han blev rumänsk mästare tre gånger med Venus. 1935 gick han över till lokalkonkurrenten FC Juventus Bucureşti där han spelade i fyra år innan han avslutade karriären i Metalosport Bukarest.

## Landslagskarriär
Stanciu debuterade i det rumänska landslaget 1929 i en match mot Bulgarien. Han blev året därpå uttagen till Rumäniens VM-trupp till VM 1930 i Uruguay. Han fick spela en av Rumäniens två gruppspelsmatcher, den mot Peru. Stanciu gjorde det avslutande målet i den matchen som slutade 3-1 till Rumänien.